# 15 cm SKC/28
15 cm SKC/28 е корабно артилерийско оръдие калибър 149,1 mm, разработено и произвеждано в Германия. Състои на въоръжение в Кригсмарине. Поставяно на тежките крайцери от типа „Дойчланд“, линейните крайцери тип „Шарнхорст“, линейните кораби тип „Бисмарк“ в качеството на противоминна артилерия. Също е планирано за поставяне на линейните кораби от типа „H“, леките крайцери от типа „M“ и самолетоносача „Граф Цепелин“. Освен това, използва се и от бреговата отбрана. Използва се във Втората световна война.

## Конструкция
Оръдието е разработено от немския концерн „Круп“ на базата на корабните оръдия от времето на Първата световна война, специално за джобните линкори. Оръдието се състои от вътрешна тръба, лайнер, кожух и казенник. Лайнерът се поставя от казенната част и тежи 2680 – 2710 кг. Затвора е клинов, вертикален тип. Има два хидравлични противооткатни цилиндра и пневматичен накатник. Живучестта на ствола се оценява на 1000 изстрела с пълен заряд.